# Ján Langoš

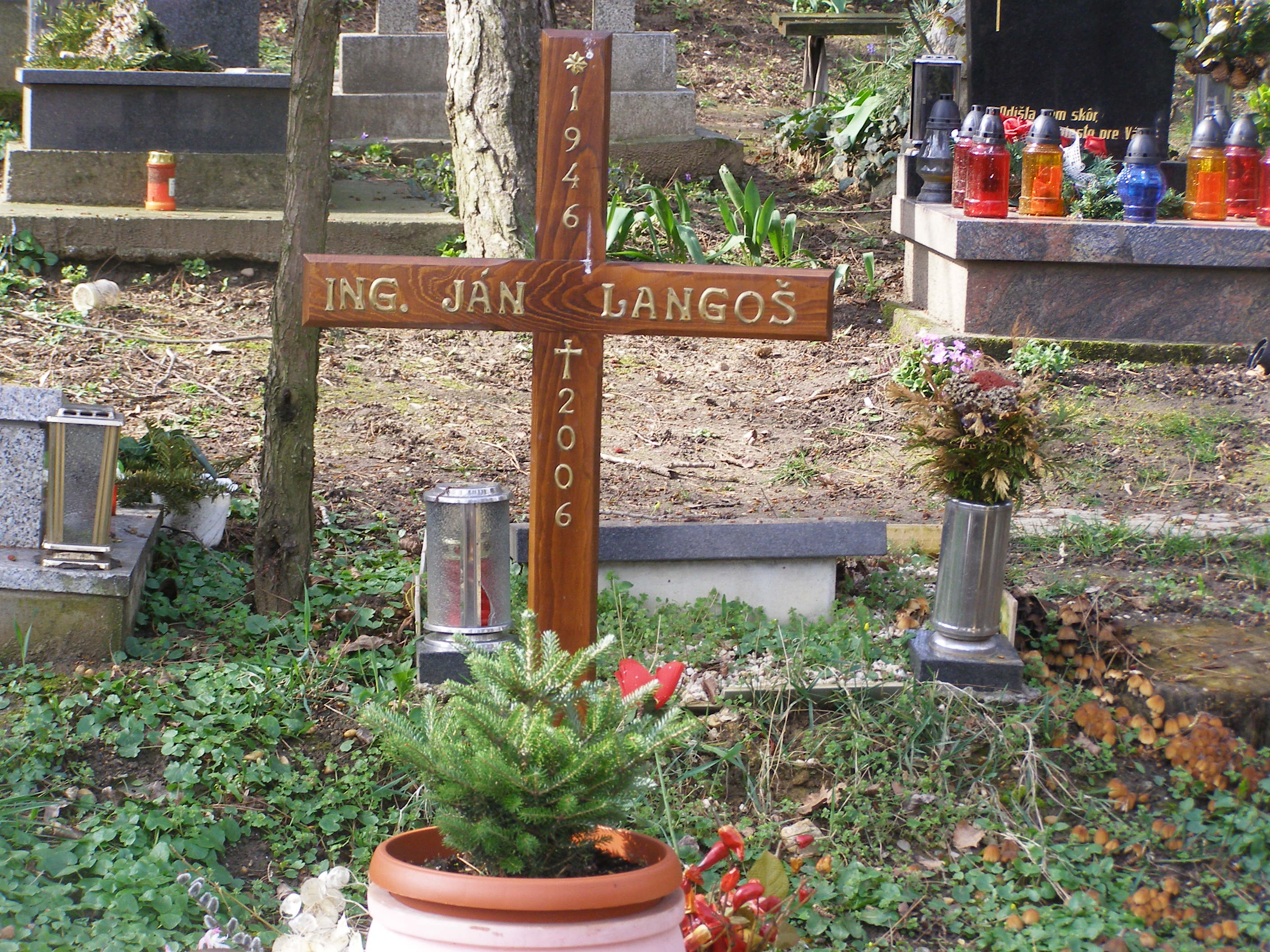
Grób Jána Langoša na bratysławskim cmentarzu

Ján Langoš (ur. 2 sierpnia 1946 w Bańskiej Bystrzycy, zm. 15 czerwca 2006 w m. Turňa nad Bodvou) – czechosłowacki i słowacki polityk, minister spraw wewnętrznych Czechosłowacji (1990–1992), prezes Instytutu Pamięci Narodu (2003–2006), przewodniczący Partii Demokratycznej (1995–2000).

## Życiorys
Z wykształcenia fizyk, absolwent Słowackiej Wyższej Szkoły Technicznej w Bratysławie. Pracował w Słowackiej Akademii Nauk. W czasach komunistycznych działał w opozycji, współpracował z Jánem Čarnogurským. W latach 1990–1992 był pierwszym niekomunistycznym ministrem spraw wewnętrznych Czechosłowacji. Zasiadał w Zgromadzeniu Federalnym Czechosłowacji, następnie zaś w Radzie Narodowej (1994–2002). Pełnił funkcję przewodniczącego Partii Demokratycznej (1995–1998, 1999–2001). W 2003 został wybrany na pierwszego przewodniczącego zarządu Instytutu Pamięci Narodu, który przejął zadania ośrodka dokumentacji ds. zbrodni komunizmu. Był jednym z inicjatorów powołania instytutu.
Zginął w wypadku samochodowym między miejscowościami Turňa nad Bodvou i Drienovec.

## Odznaczenia
- Order Ľudovíta Štúra I klasy (pośmiertnie, 2017)[2]